# Хитови вол. 1 (Рибља чорба)
Најбоље од Рибље чорбе је компилацијски албум српског и југословенског рок бенда Рибља чорба. Страна „А” компилације садржи осам песама, као и страна „Б”. Објављен је на формату аудио касете.

## Листа песама

### Страна А
| №  | Назив                      | Трајање |  |
| 1. | Лутка са насловне стране   |         |  |
| 2. | Остани ђубре до краја      |         |  |
| 3. | Немој срећно немој данас   |         |  |
| 4. | Два динара друже           |         |  |
| 5. | Кад ходаш                  |         |  |
| 6. | Немој да идеш мојом улицом |         |  |
| 7. | Амстердам                  |         |  |
| 8. | Свирао је Дејвид Бови      |         |  |

### Страна Б
| №  | Назив                      | Трајање |  |
| 1. | Погледај дом свој анђеле   |         |  |
| 2. | Назад у велики прљави град |         |  |
| 3. | Кад падне ноћ              |         |  |
| 4. | Остаћу слободан            |         |  |
| 5. | Рокенрол за кућни савет    |         |  |
| 6. | Егоиста                    |         |  |
| 7. | Кад сам био млад           |         |  |
| 8. | Ја сам она иста будала     |         |  |